# استیفن ماچت
استیفن ماچت (به انگلیسی: Stephen Macht) (زاده ۲۶ سپتامبر ۱۹۶۴) بازیگر آمریکایی است.
از کارهای معروف او می‌توان به بازی در فیلم‌های ترنسرها ۴ و ترنسرها ۵ اشاره کرد.

## فیلم‌شناسی
فهرست برخی از فیلم‌هایی که استیفن ماچت در آن‌ها به ایفای نقش پرداخته‌است:
- شبگرد (۱۹۷۹)
- ستوان کلمبو (۱۹۸۹)
- ترنسرها ۴ (۱۹۹۴)
- ترنسرها ۵ (۱۹۹۴)
- مأمور قرمز (۲۰۰۰)
- کت‌شلواری‌ها (۲۰۱۶)